# 圣拉法埃莱奇梅纳
圣拉法埃莱奇梅纳（義大利語：San Raffaele Cimena），是意大利都灵省的一个市镇。总面积11平方公里，人口3085人，人口密度280.5人/平方公里（2009年）。ISTAT代码为001252。